# Antoni Żarczyński
Antoni Żarczyński (ur. 30 listopada 1875 w Podbużu, zm. 8 stycznia 1963 w Warszawie) – polski działacz socjalistyczny i polonijny.

## Życiorys
Był synem dzierżawcy Adama i Józefy z Bagińskich. Rodzina pochodziła z Wielkopolski, ale w okolice Równego przeniosła się po wydarzeniach Wiosny Ludów. Od młodych lat działał w Polskiej Partii Socjalistycznej, za co groziło mu aresztowanie i w związku z czym na przełomie lat 1906 i 1907 wyemigrował do Belgii, a następnie do USA. W 1910 wstąpił do organizacji socjalistycznej w Pullman. W 1912 przeniósł się do Chicago, gdzie był członkiem Komitetu Wykonawczego Związku Polskiego Socjalistycznej Partii. Sekretarzował również tamtejszemu chórowi Lira. Występował przeciwko traktowaniu ziem polskich, jako części Rosji. W związku z działaniami rozłamowymi w polskim nurcie socjalistycznym, popierał frakcję prolegionową. Po przeprowadzce do Detroit, pracując jako monter w zakładach Forda, działał w tamtejszym Komitecie Obrony Narodowej. Był współzałożycielem socjalistycznej placówki – Domu Ludowego w Detroit, a także zwolennikiem ścisłej współpracy z krajową PPS. 19 grudnia 1920 opowiedział się za poparciem prowizorycznego, nowego Komitetu Wykonawczego, dystansującego się od działaczy ściśle komunistycznych. Wkrótce powrócił do Polski (po tragicznej śmierci ojca i żony – Ferdynandy z Szuwarskich). W kraju przebywali trzej jego synowie – Andrzej, Dominik i Stanisław. Działał w strukturach PPS na Wołyniu, ale trudno mu było zaaklimatyzować się w warunkach krajowych i po zamachu na Gabriela Narutowicza wyjechał ponownie do Detroit (początek 1923). Na zjeździe socjalistów w 1924 bronił łączności z PPS w Polsce i sprzeciwiał się połączeniu z partią amerykańską. W 1925 był polskim delegatem na zjazd lewicy w Detroit. Jeszcze przed zamachem majowym odciął się od zwolenników sanacji. W 1936 kandydował na kongresmena w pierwszym dystrykcie w Detroit (bez powodzenia). W 1941 poparł sojusz z ZSRR i organizację armii polskiej w tym państwie. W 1946 był delegatem na narodową konwencję Partii Socjalistycznej. W 1953 krytycznie oceniał początek rządów republikańskich w USA. W 1955 protestował przeciw wywłaszczeniu Domu Ludowego pod budowę autostrady (bezskutecznie), co przypłacił osłabieniem stanu zdrowia. W sierpniu 1961 powrócił drogą morską do Polski, gdzie początkowo przebywał na Górnym Śląsku, a następnie w Warszawie. Zmarł w Szpitalu Bielańskim i został pochowany na cmentarzu Powązki Wojskowe w Warszawie (kwatera M-6-14).